# Fort Mosselstein
Fort Mosselstein was een fort van de Vereenigde Oostindische Compagnie (VOC) op het Iraanse eiland Kharg. Kharg werd destijds Kareek genoemd.

## Beschrijving
De belangrijkste vestiging van de VOC in Perzië was sinds 1723 Bandar Abbas, gelegen tegenover het eiland Hormuz. Toen de VOC in 1750 ook daar geen succes meer had in de handel, wilden de Heeren XVII het gebied opgeven. Om aan tolheffing te ontkomen en om de Engelsen te ontlopen besloot Gouverneur-generaal Jacob Mossel op instigatie van de plaatselijke resident, Tido Frederik von Kniphausen om op Kareek nog eenmaal te proberen de handel voort te zetten. In 1753 bouwde men er een vestiging met een vierhoekig stenen fort dat Mosselstein werd genoemd. In eerste instantie werd het fort bewapend met het geschut en de ammunitiegoederen van het afgelegde schip 't Fortuijn. Daarmee was het fort sterk genoeg om een aanval van lokale vijanden te weerstaan. De militie (bezetting) bestond uit 1 sergeant, 2 corporaals en 50 gemenen (soldaten), 1 constabelsmaat en 8 bosschieters (artilleristen). Van Batavia werd nog aangevoerd 5.000 pond buskruit en 6 kanonnen van 18 pond, bij gebrek aan affuiten gemonteerd op rolpaarden. De residenten kochten nog 38 kisten buskruit van de Engelsen. Ten slotte gaven de residenten aan dat het noodzakelijk was om de uithoek van het eiland, waarop het fort was gebouwd, af te snijden met een gracht. Dit werk zou volgens schatting 30.000 Gulden kosten, maar had het voordeel dat kleine schepen de gracht ook als haven konden benutten, zodat laden en lossen van schepen eenvoudiger en sneller zou kunnen geschieden. In de vestiging Kareek werd Javaanse suiker en Indiaas textiel verkocht. Al snel werd duidelijk dat de vestiging niet winstgevend te maken was, en werd ze op 1 januari 1766 gesloten. Het Perzische leger overviel het fort en plunderde het. De schepen van de compagnie werd niet toegestaan de bezittingen van de VOC mee te nemen.